# 章吉营乡 (北票市)
章吉营乡，是中华人民共和国辽宁省朝阳市北票市下辖的一个乡镇级行政单位。

## 行政区划
章吉营乡下辖以下地区：
章吉营村、三官营村、下甸村、松树营村、菅草沟村、偏石村和牦牛营村。